# David Koechner
David Koechner (24 de Agosto de 1962) é um ator, comediante e cantor americano.

## Filmografia

### Filmes
| Ano  | Filme                                 | Papel                      | Diretor                       |
| ---- | ------------------------------------- | -------------------------- | ----------------------------- |
| 1995 | It's Now...Or NEVER!                  | Jay                        | Chad Bracke, Jack Cargerman   |
| 1997 | Wag The Dog                           | Director                   | Barry Levinson                |
| 1998 | Dirty Work                            | Anton Phillips             | Bob Saget                     |
| 1999 | Man on The Moon                       | National Enquirer Reporter | Milõs Forman                  |
| 1999 | Austin Powers: The Spy Who Shagged Me | Co-pilot                   | Jay Roach                     |
| 1999 | Dill Scallion                         | Bubba Pearl                | Jordan Brady                  |
| 2000 | Whatever It Takes                     | Virgil Doolittle           | David Raynr                   |
| 2000 | Dropping Out                          | Henry                      | Mark Osborne                  |
| 2001 | Out Cold                              | Stumpy                     | Emmett Malloy, Brendan Malloy |
| 2002 | Life Without Dick                     | Uncle Hurley               | Bix Skahill                   |
| 2002 | Waking Up in Reno                     | Bell Hop                   |                               |
| 2003 | My Boss's Daughter                    | Speed                      | David Zucker                  |
| 2003 | A Guy Thing                           | Buck Morse                 | Chris Knoch                   |
| 2003 | Soul Mates                            | Steve                      |                               |
| 2004 | Anchorman: The Legend of Ron Burgundy | Champ Kind                 | Adam McKay                    |
| 2005 | Yours, Mine and Ours (2005)           | Darrell                    | Raja Gosnell                  |
| 2005 | The Dukes of Hazzard                  | Cooter Davenport           | Jay Chandrasekhar             |
| 2005 | Daltry Calhoun                        | Doyle Earl                 | Katrina Holden Bronson        |